# Джалолиддин Руми (Кушониёнский район)
Джалолиддин Руми (тадж. Ҷалолиддини Румӣ; до 2012 года — 1 Мая) — село в Кушониёнском районе Хатлонской области Республики Таджикистан. Входит в состав джамоата (сельской общины) Сарвати Истиклол Кушониёнского района.
Находится на расстоянии 16 км от райцентра (пгт. им. Исмоила Сомони) и 4 км до центра общины (с. им. Сироджа Фаттоева).
Население — 1825 чел. (2017).